# Alvania discors
Alvania discors là một loài ốc biển nhỏ, là động vật thân mềm chân bụng sống ở biển trong họ Rissoidae.

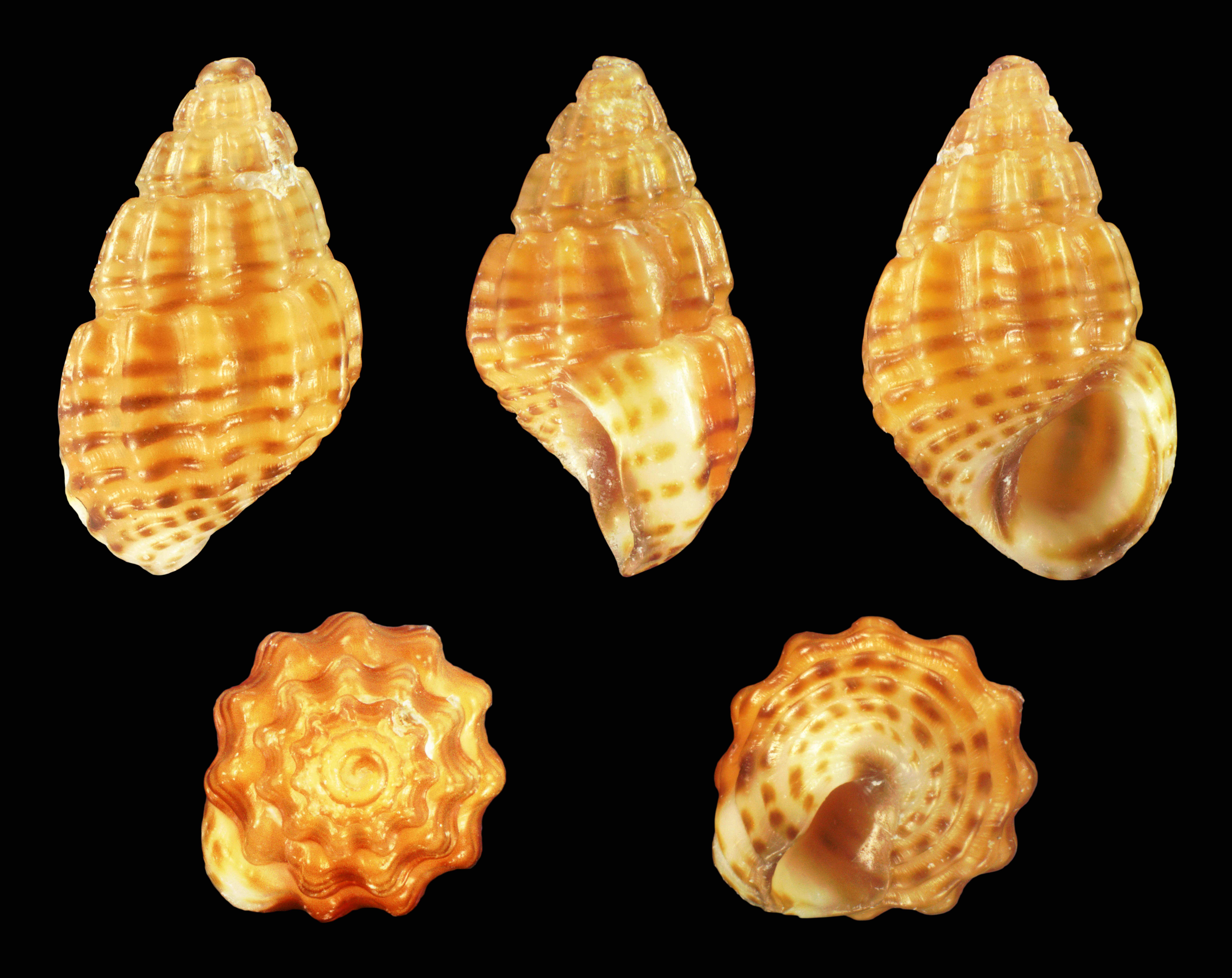
Alvania discors forma peloritana